# Singapura
Vous lisez un « bon article » labellisé en 2009.
Pour un article plus général, voir chat.
Le singapura est une race de chat probablement originaire de Singapour et développée aux États-Unis. Il est caractérisé par sa robe seal ticked tabby à poils courts ainsi que par sa taille : le singapura est considéré comme la plus petite race de chat au monde. Ses yeux en amande sont très grands par rapport à sa tête ronde, ses oreilles ont une base large avec une extrémité peu pointue.
Le développement de la race est marqué par une controverse sur l'origine des chats fondateurs : alors qu'ils étaient initialement déclarés comme des chats de gouttière de Singapour, un éleveur a pu démontrer qu'ils étaient originaires des États-Unis. Une enquête menée par la Cat Fancier Association (CFA) a cependant conduit à la conclusion que les singapuras forment une race naturelle, bien que la polémique se poursuive.
L'office de tourisme de Singapour en a fait sa mascotte nationale. La race, présente depuis la fin des années 1980, est encore très faiblement représentée en France.

## Historique

### Les chats fondateurs
En 1975, après une période de travail à Singapour, Tommy et Hal Meadow retournent aux États-Unis avec trois chats ticked tabby qu'ils ont découvert un an plus tôt dans la rue,. Ces trois chats, Tess, Tickle et Puss, une paire de chatons mâle et femelle issus de la même portée et une autre jeune femelle, sont considérés comme les chats fondateurs de la race « singapura », appelée ainsi en référence au nom traditionnel de la ville de Singapour et qui signifie « cité du lion » en malais.
En 1981, un éleveur visite Singapour et rencontre par hasard dans un refuge un chat ressemblant au singapura à l’exception de la queue : ce chat fut importé aux États-Unis et inclus dans le programme d’élevage.
Les exportations de chats de Singapour sont à présent contrôlées.

### Une origine controversée

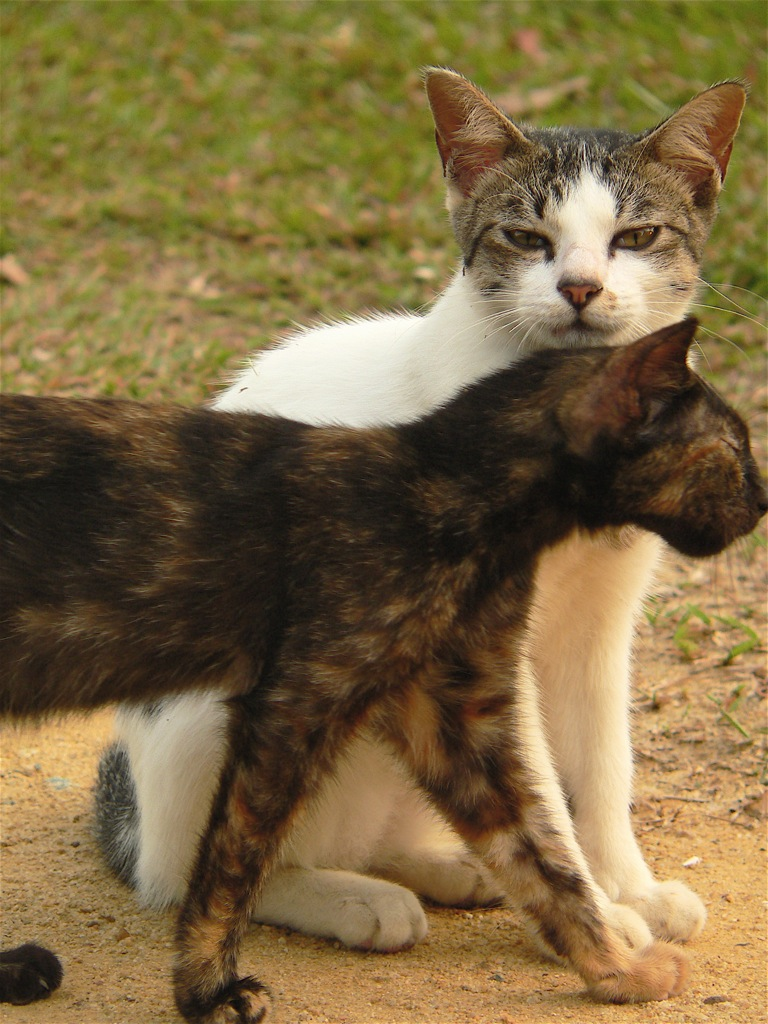
Deux chats harets de Singapour. Ici, un écaille de tortue et un brown tabby bicolore.

#### Des chats importés depuis les États-Unis
En 1987, lors d’un voyage à la recherche de chats à Singapour, l’éleveur américain Jerry Mayes découvre des papiers d’importation qui révèlent que les trois chats fondateurs ont été importés à Singapour depuis les États-Unis en 1974. Cela reste relativement inaperçu jusqu’en 1990 lorsque le Singapore Tourist and Promotion Board (STPB), c'est-à-dire l'office de tourisme de Singapour, commence une campagne pour ériger le singapura comme mascotte nationale. La journaliste Sandra Davie est informée du subterfuge et publie un article dans le journal The Straits Times.

#### Enquête et décision de la CFA
La Cat Fancier Association (CFA) mène une investigation à la requête du Singapura breed club. Durant l’enquête, Hal Meadow déclare que les trois chats fondateurs sont les petits-fils de quatre chats locaux qu’il avait ramenés aux États-Unis durant un voyage d’affaire délicat à Singapour en 1971, ce qui contredit la première revendication des Meadow qui assuraient que les trois chats venaient de Singapour. Apparemment, Tommy Meadow a menti afin de dissimuler son voyage secret. La CFA ne trouve pas qu’il y ait eu dissimulation et maintient le statut de race naturelle au singapura. Joan Miller de la CFA déclare qu’« ils se soient reproduits dans les rues de Singapour ou dans le Michigan n’a pas vraiment d’importance », et affirme que le quatrième chat fondateur, celui qui fut récupéré en 1981, assurait le statut de race naturelle au singapura, même si les trois autres chats fondateurs n’étaient pas légitimement des chats de Singapour,.

#### Origine alternative de la race

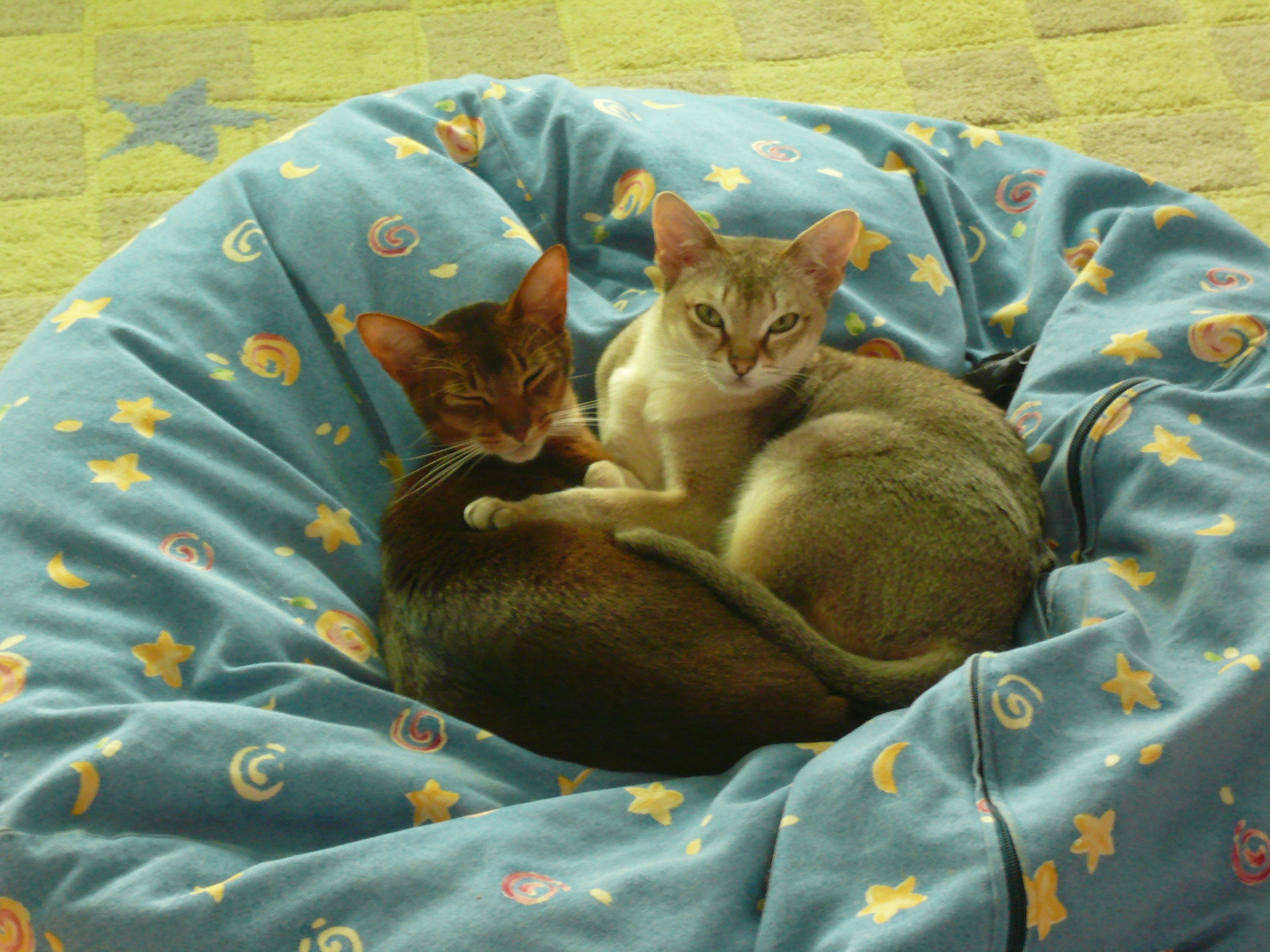
Le singapura (à droite) pourrait être issu d'un croisement entre abyssin (à gauche) et burmese.

Il se pourrait que le singapura soit le résultat d’un croisement entre un burmese et un abyssin, ce qui était parfois la description donnée par les juges de la CFA pour décrire la race. Ces affirmations s'appuient sur le fait que les chats fondateurs des Meadow étaient décrits comme des abyssins sur leurs certificats d’importation et qu'en plus ceux-ci étaient des éleveurs d’abyssins, de burmese et de siamois,. La ressemblance avec le croisement burmese - abyssin, aussi bien que la faible taille des portées qui est rare dans les races naturelles, ont ajouté d’autres doutes à l’histoire des Meadow.
De récentes études menées en 2007 sur l’ADN félin montrent qu’il y a une différence génétique minime entre le singapura et le burmese, ce qui confirme l’hypothèse que le singapura n’est pas une race naturelle.

### Développement de la race
Dès 1976, la future race participe à des expositions. Le singapura est accepté par la Cat Fancier Association (CFA) à l’enregistrement en 1982 et est reconnu comme race en 1988. En 1984, la race est reconnue par The International Cat Association (TICA) et ne comptait alors qu'une cinquantaine de chats. Entre ces deux périodes, les éleveurs rencontrèrent occasionnellement des portées aux couleurs solides. De nombreux éleveurs décidèrent de faire des croisements tests afin de retirer de leur programme d’élevage les individus porteurs du gène solide. Ils découvrirent que deux à trois chats fondateurs étaient porteurs du gène.
Après la reconnaissance du singapura en tant que race naturelle par la CFA, le Singapore Tourist and Promotion Board (STPB) a officié pour que le singapura soit utilisé comme une mascotte touristique, en plébiscitant la race sous le nom de « kucinta ». Le mot, issu d’un concours de noms, est un amalgame des mots malais « kucing » signifiant « chat » et « cinta » « amour ». Des sculptures de singapura peuvent être trouvées sur la rivière Singapour. Bien que des chats noirs avec des robes ticked tabby peuvent occasionnellement être vus, très peu ressemblent au singapura, la majorité des chats étant des tabby, écaille de tortue et bicolore sans queue. Le mouvement engendré par le STPB est considéré par les Singapouriens comme un mouvement publicitaire basé sur la popularité de la race pour les touristes.
Les premiers spécimens arrivent au Royaume-Uni en juillet 1988 et en France au cours des années 1988 et 1989. Le singapura est très peu représenté en France, avec en moyenne moins d'une trentaine d'inscriptions au Livre officiel des origines félines (LOOF) par an. La race se place à la 32e place des pedigrees délivrés par le LOOF depuis 2003.

## Standards

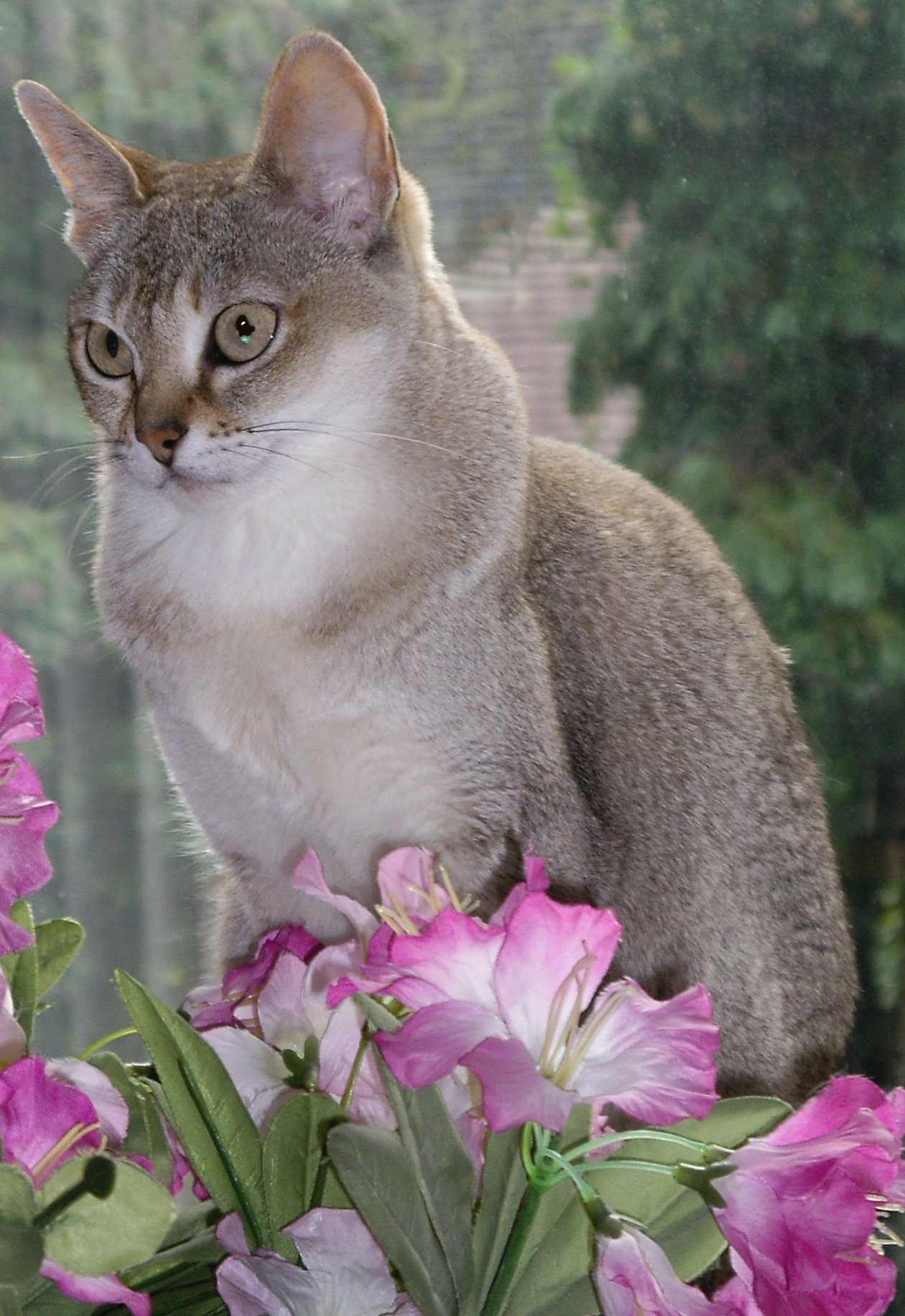
Le singapura, caractérisé par sa robe sépia agouti, a de grands yeux en amande.

Le singapura est un chat de taille petite à moyenne modérément trapu et musculeux de type semi-cobby, avec une robe courte et très fine. Il s'agit de la plus petite race de chat du monde : une femelle adulte pèse en moyenne 1,8 kg et un mâle 2,7 kg.
La tête est ronde, avec des oreilles larges à la base, peu pointues et profondes ; l'intérieur de l'oreille doit être bien fourni. Les yeux en amande doivent être bien espacés l'un de l'autre et de couleur jaune, noisette ou vert. La truffe doit être de couleur brique bordée de brun foncé. La queue est mince, légèrement plus courte que la longueur du corps et l’extrémité est arrondie,. Les pattes sont fortes et vont en s'affinant vers un pied petit et ovale.
La robe est brown ticked tabby, ce qui signifie que chaque poil est alternativement de couleur claire puis foncée, constitué typiquement de deux bandes claires et de deux bandes foncées. Une seule couleur est reconnue par les registres d'élevage félins : le sépia agouti, décrite comme un ticking marron foncé sur une couleur vieil ivoire chaud,. Les parties inférieures du corps, comme la poitrine, le museau et le menton sont de couleur plus claire. La fourrure doit être fine, soyeuse et sans sous-poil.

## Caractère
Les traits de caractère restent parfaitement individuels et sont avant tout fonction de l'histoire de chaque chat. Cependant, le singapura est décrit par la CFA comme actif, curieux et joueur. Ils sont affectueux et désirent le contact humain. Le singapura n'aime pas le froid et est bien adapté à la vie en appartement.

## Élevage

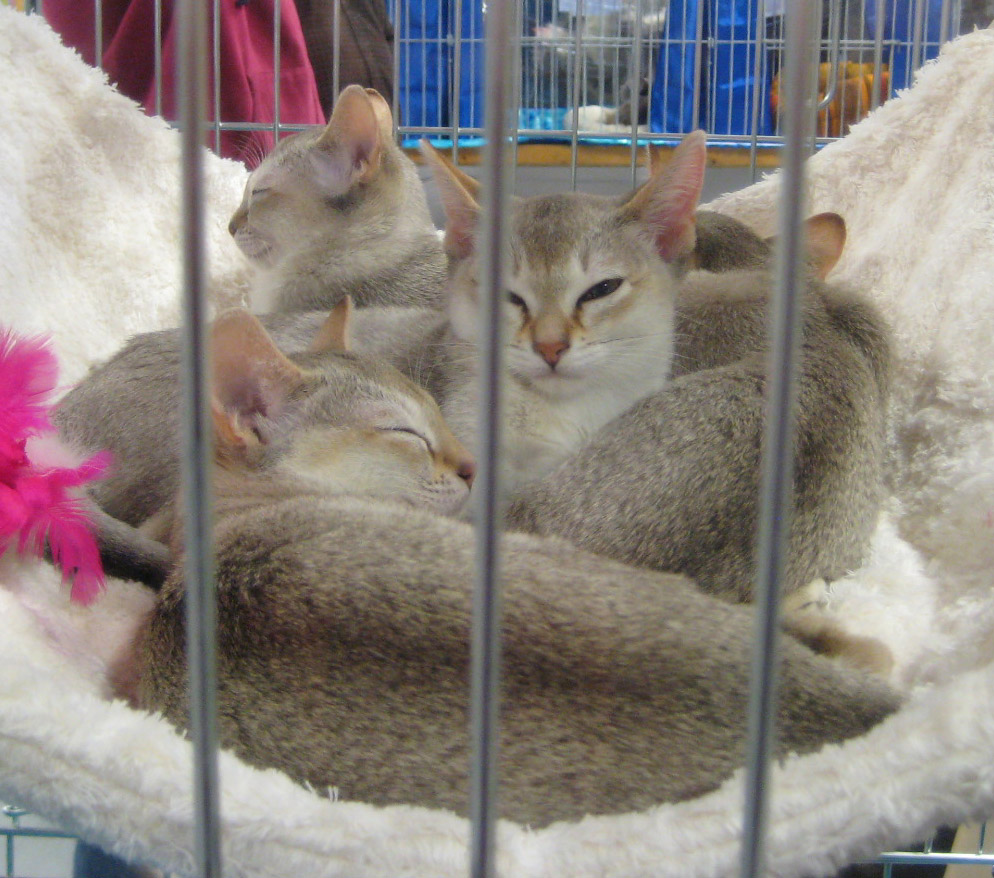
Quatre singapuras lors d'une exposition féline.

### Acquisition
Au Royaume-Uni, un singapura de compagnie peut coûter entre 300 et 400 livres sterling, tandis qu’un spécimen destiné au concours peut atteindre plus de 600 livres.

### Reproduction
La taille des portées constatée par le LOOF est de 2,3 chatons en moyenne. La consanguinité est de l'ordre de 10 %. Quatre mâles et cinq femelles contribuent à plus de la moitié des naissances de chatons. Entre 2003 et 2008, seize éleveurs ont obtenu des portées.

### Santé
Les éleveurs sont préoccupés par un problème de faiblesse des muscles utérins ne permettant pas l’expulsion du fœtus. Ce problème était présent chez l’un des chats fondateurs et apparaît encore chez certaines femelles. Les individus atteints de ce défaut requièrent souvent une césarienne.
Un autre problème génétique peut être un défaut à un os de la queue, qui n'a pas la forme normale. Il n’y a pas d'autres problèmes génétiques chez le singapura, bien que des éleveurs soient inquiets de la faible diversité génétique de la race favorisant la consanguinité. Selon l’analyse génétique effectuée en 2007 sur 22 races différentes, le singapura est la race ayant la plus faible variété génétique. La possibilité d’outcrossing avec une autre race a été évoquée par des éleveurs CFA mais n’a pas reçu d’écho suffisant, ceux-ci préférant utiliser des singapuras d’autres pays génétiquement éloignés de la lignée CFA.
La durée de vie moyenne est entre 11 et 15 ans.